# Бурмен, Имоджен
Имоджен Бурмен (англ. Imogen Boorman; род. 13 мая 1971 года, Пембури, графство Кент) — английская актриса, наиболее известна по роли Тиффани в фильме «Восставший из ада 2».

## Биография
Имоджен родилась в небольшой деревне Пембури в графстве Кент. Окончила школу для девочек Бененден в городе Крэнбрук, а затем продолжила учиться в институте искусства и дизайна в Мейдстоне, где получила соответствующий диплом.
Телевизионную карьеру она начала в 1982 году, появившись в телесериале «Frost in May», где сыграла главную героиню в детстве. В 1984 году снялась в двух эпизодах фантастического сериала «Триподы», а в следующем году прошла кастинг на роль Лорины Лиддел в фильме "«Сказочный ребёнок» режиссёра Гэвина Миллара.

## Фильмография
| Год  |   | Русское название    | Оригинальное название      | Роль                    |
| ---- | - | ------------------- | -------------------------- | ----------------------- |
| 1982 | с |                     | Frost in May               | Нанда Грэй              |
| 1984 | с |                     | The Tripods                | Фиона Вичот             |
| 1984 | ф | Сказочный ребёнок   | Dreamchild                 | Лорина                  |
| 1988 | ф | Восставший из ада 2 | Hellbound: Hellraiser II   | Тиффани                 |
| 1990 | с |                     | The Ruth Rendell Mysteries | Вероника Уильямс        |
| 1991 | с | Лавджой             | Lovejoy                    | Мелисса Харрингтон-Морс |
| 1991 | с | Один экран          | Screen One                 | Хэйли Форбс-Клинтон     |
| 1992 | с |                     | The Good Guys              | Дженни Тот              |
| 1992 | с |                     | May to December            | Клотильда               |
| 1992 | с | Улица коронации     | Coronation Street          | Ванесса Морган          |
| 1992 | с | Катастрофа          | Casualty                   | Никки Уайетт            |
| 1993 | с |                     | Westbeach                  | Ханна Престон           |